# 노즈에 사토루
노즈에 사토루(일본어: 野末 学, 2000년 5월 30일~)는 일본의 축구 선수이다.

## 구단 경력
그는 2023년 J3리그의 후쿠시마 유나이티드 FC에 입단했다.